# 神々の黄昏 (ALI PROJECTのアルバム)
『神々の黄昏』（かみがみのたそがれ）は、宝野アリカと片倉三起也による日本の音楽ユニット・ALI PROJECTの3枚目のストリングスアルバム。2005年12月7日に徳間ジャパンコミュニケーションズから発売された。

## 概要
他のストリングスアルバム同様、過去の楽曲もストリングスアレンジがなされている他、新曲も収録している。
なお、「神々の黄昏」はワーグナーの『ニーベルングの指環』の第3日からとられており、ラグナロクを指している。

## 収録曲
1. Visconti Chic （instrumental） [4:05]
  - ラストにリヒャルト・ワーグナーの『トリスタンとイゾルデ 第1幕への前奏曲』が引用されている。
2. 病める薔薇 (Strings Arrange) [5:43]
  - 初出はAristocracy。
3. アンジェ・ノワールの祭戯 (Strings Arrange) [4:25]
  - 初出は幻想庭園。
4. 百合と夜鶯 [5:02]
5. 彼と彼女の聖夜 (Strings Arrange) [5:59]
  - 初出は星と月のソナタ。
6. 蜜薔薇庭園 [5:16]
  - 宝野のウェブサイトのBBSと同名である。また、アニメ『マリア様がみてる』の第1期、第2期のエンディングテーマ「Sonata Blue」のヴォーカルバージョンともなっている。
  - ゲオルク・フリードリヒ・ヘンデルの『オンブラ・マイ・フ』が引用されている。
7. 月光夜 (Strings Arrange) [6:24]
  - 初出はNoblerot。
8. 神の雪 [6:00]
  - イントロにエルネスト・レクオーナの『サン・フランシスコ・エル・グランデ』が引用されている。
9. Vanitas （instrumental） [3:23]
  - ミハイル・グリンカの『Barcarolle in G major』が引用されている。
10. マリーゴールド・ガーデン （Albéniz） [2:59]
  - アナログ盤でリリースした「フラワーチャイルド」のC/W。
  - タイトルはケイト・グリーナウェイの『Marigold Garden』を元にしている。
11. JE TE VEUX (Erik Satie)  [5:43]
  - ジュ・トゥ・ヴーやエリック・サティも参照のこと。

## 参加ミュージシャン
- 全作詞：Arika Takarano
- 全作曲：Mikiya Katakura
- 編曲：Yoshihisa Hirano(M1-M4,M6,M8)、Akira Saito(斉藤聡)(M5,M7,M10)、Tsuyoshi Watanabe(M9)
- Vocals：Arika Takarano
- Strings：Gekko String Orchestra
- Concertmaster：Tsuyoshi Watanabe
- Piano：Masako Hosoda(細田真子)

## クレジット
| Performed by ALI PROJECT          | Performed by ALI PROJECT                       |
| --------------------------------- | ---------------------------------------------- |
| Produced, Directed & Presented by | Mikiya Katakura                                |
| Engineered by                     | Jiro Takita                                    |
| Mastering Engineered by           | Yoichi Aikawa(相川洋一)（R.S.M.）              |
| Recorded at                       | Wonder Station                                 |
| Recorded at                       | Flamingo Sound                                 |
| Recorded at                       | Zazou Music Shed                               |
| Art Direction                     | ALI PROJECT                                    |
| Doll & Photography                | 恋月姫                                         |
| Design                            | Nobuya Okamura                                 |
| A&R                               | Tatsuya Suzuki（Tokuma Japan Communications）  |
| Sales Promotion                   | Yoshimitsu Aoki（Tokuma Japan Communications） |
| Artist Management                 | Boris Vian Inc.                                |
| Special Thanks to                 | Makoto Sugimoto(杉本真)（Backstage Project）   |
| Special Thanks to                 | K-Jo(K嬢) / Cherry Bonbon / Ali-Pro Mania      |